# Voujatsavon
Voujatsavon, enligt tidigare ortografi Vuojatsavoi, är en sjö i Jokkmokks kommun i Lappland och ingår i Luleälvens huvudavrinningsområde. Voujatsavon ligger i Padjelanta Natura 2000-område. Naturnamnsefterledet savon betyder lugnvatten i älv, vilket är vad Vuojatsavon är, då utloppet från Virihávrre rinner igenom "sjön" innan det når Vásstenjávrre. Sjön ligger 3 meter högre än Vásstenjávrre och 28 meter lägre än Virihávrre. Voujatsavon finns med i Sjöregistret men i VISS är den klassad som vattendrag.

## Vattenföring
De angivna vattenföringsvärdena i tabellen är beräknade för att utgöra långtidsvärden vid 1900-talsklimat under naturliga förhållanden.
| Plats             | MQ m³/s                                    | MHQ m³/s                                          | Avrinningsområde km2 |
| ----------------- | ------------------------------------------ | ------------------------------------------------- | -------------------- |
| Utlopp Virihávrre | 50,7                                       | 240                                               | 1362                 |
|                   | medelvärdet av varje års medelvattenföring | medelvärdet av varje års högsta dygnsvattenföring |                      |

### Areal
Vuojatsavons areal finns inte med i Sjöregistret, men den beräknas enkelt i ett bildhanteringsprogram som Photoshop med hjälp av en digital karta över området där sjön ligger. Photoshop kan markera området som upptas av sjön på kartan och ger information om hur många bildpunkter det motsvarar. Den siffran delas med antalet bildpunkter i en km2 och ger då arealen i km2. Så länge sjön är så liten att dess form inte påverkas av kartans projektion så fungerar metoden bra.